# Устрань (Рязанская область)
Устрань — село в Спасском районе Рязанской области, входит в состав
Кутуковского сельского поселения.

## География
Село расположено в 1 км на северо-запад от центра поселения села Кутуково и в 8 км на северо-восток от райцентра города Спасск-Рязанский.

## История
Устрань в качестве села упоминается в подлинных писцовых книгах Воронцова-Вельяминова 1629-30 годов, где сказано о деревянной церкви во имя Николая чудотворца и Семена Богоприимца и Анны Пророчицы. Упоминаемая в XVII веке Сретенская церковь была возобновлена в 1806 и 1815 годах. В 1851 году в селе построена новая деревянная церковь того же храмонаименования. В 1880 году была возобновлена Колокольня и распространена трапезная на средства прихожан. 
В XIX — начале XX века село входило в состав Исадской волости Спасского уезда Рязанской губернии. В 1906 году в деревне было 150 дворов.
С 1929 года село входило в состав Кутуковского сельсовета Спасского района Рязанского округа Московской области, с 1937 года — в составе Рязанской области, с 2005 года — в составе Кутуковского сельского поселения.

## Население
| 1859 | 1897 | 1906  | 2010 |
| ---- | ---- | ----- | ---- |
| 656  | ↗955 | ↗1123 | ↘374 |